# 古川哲史
古川 哲史（ふるかわ てつし、1912年5月8日 - 2011年8月22日）は、日本の倫理学者、歌人。東京大学名誉教授、国際武道大学名誉教授。日本弘道会元副会長。

## 略歴
- 1912年、鹿児島県国分市生まれ。
- 1932年、旧制福岡高等学校卒業。
- 1935年、東京帝国大学文学部倫理学科卒業。
- 1937年、同大学院修了、和辻哲郎に師事。
- 1956年、東京大学文学部教授に就任。
- 1973年、定年退官し亜細亜大学教授となる。
- 1974年、紫綬褒章受章。
- 1983年、勲三等旭日中綬章受章[1]。
- 2011年8月22日、老衰のため死去。99歳没[2]。

## 著書
- 『近世日本思想の研究』（小山書店） 1948
- 『フランス倫理思想の研究』（小山書店） 1949
- 『封建的といふことその他 倫理に於ける個我の問題』（角川書店） 1949
- 『日本倫理思想史』（弘文堂） 1952
- 『新井白石』（弘文堂） 1953
- 『王朝憧憬の思想とその伝流』（福村書店、日本倫理思想史研究1） 1957
- 『武士道の思想とその周辺』（福村書店、日本倫理思想史研究2） 1957
- 『英雄と聖人』（福村書店、日本倫理思想史研究3） 1958
- 『日本倫理思想史概説』（大阪教育図書） 1960
- 『斎藤茂吉』（有信堂） 1961
- 『青春の倫理』（有信堂） 1962
- 『日本倫理思想の伝統』（創文社） 1965
- 『道徳教育 理想的人間像をもとめて』（文化女子大学出版局） 1966
- 『殉死 悲劇の遺蹟』（人物往来社） 1967
- 『夢 日本人の精神史』（有信堂） 1967
- 『理想的日本人』（毎日新聞社） 1972
- 『広瀬淡窓』（思文閣出版） 1972
- 『鼻の欠けた美人の顔 九二日間世界一周の旅』（文化出版局） 1973
- 『日本的求道心』（理想社） 1974
- 『泊翁西村茂樹 転換期日本の大思想家』（文化総合出版） 1976
- 『明治の精神』（ぺりかん社） 1981
- 『健全な日本のために』（アジア書房出版部） 1985
- 『ヨーロッパ ユーレイル・パスの旅』（東大新報出版部） 1986
- 『葉隠の世界』（思文閣出版） 1993

### 歌集・詩集
- 『東西抄 歌集』（文化総合出版） 1978
- 『波がしら 歌集』（文化総合出版） 1978
- 『さくらの花のような、あるいは白梅のような 詩集』（文化総合出版） 1984
- 『明日のない夜はない 詩集』（文化総合出版） 1985
- 『古川哲史集 肥前路』（近代文芸社、日本全国歌人叢書)　1989

### 編著
- 『倫理学』（角川書店） 1952
- 『日本思想史』（角川書店） 1954
- 『人間の教師』「日本編」「東洋編」 「西洋篇」（大阪教育図書） 1958
- 『典型的日本人』（古田紹欽共編、誠信書房） 1959
- 『日本道徳教育史』（角川書店） 1961
- 『倫理思想史』（有信堂） 1963
- 『悪の話題』（毎日新聞社） 1969
- 『日本道徳教育史』（有信堂） 1973
- 「日本思想史講座」全8巻+別巻2（石田一良共編、雄山閣出版） 1975 - 1977
  1. 『古代の思想』
  2. 『中世の思想 1』
  3. 『中世の思想 2』
  4. 『近世の思想 1』
  5. 『近世の思想 2』
  6. 『近代の思想 1』
  7. 『近代の思想 2』
  8. 『近代の思想 3』

別巻1『日本人論』
別巻2『研究方法論』
- 『日本思想史要説』（文化書房博文社） 1975

### 校訂
- 『葉隠』（山本常朝、和辻哲郎共校訂、岩波文庫 上中下） 1940、改訂1965
- 『武道初心集』（大道寺友山、岩波文庫） 1943、復刊1987ほか
- 『甲陽軍鑑 第1』（岩波文庫） 1950
- 『折たく柴の記』（新井白石）- 現代語訳（筑摩書房『江戸随想集』[3]） 1961